# Altajosoma katunicum
Altajosoma katunicum är en mångfotingart som beskrevs av Mikhaljova 2000. Altajosoma katunicum ingår i släktet Altajosoma och familjen Diplomaragnidae. Inga underarter finns listade i Catalogue of Life.